# Zygotène
La prophase I, première phase des 8 de la méiose, est divisée en cinq étapes qui correspondent à cinq états caractéristiques de la chromatine : leptotène, zygotène, pachytène, diplotène et diacinèse.
Le zygotène correspond au début de l'appariement des chromosomes homologues (synapsis) par le complexe synaptonémal (synapton) et convergence des télomères vers le centromère (un peu comme une fermeture éclair). Le complexe synaptonémal est une structure complexe constituée d'un élément central, SYCP1 qui forme un homodimère, relié à deux éléments latéraux. Les éléments latéraux sont en fait les cohésines SMC1, SMC3 formant un hétérodimère maintenu en place par hREC8 hHR21. Les cohésines se trouvent de part et d'autre par des filaments transverses, à celles-ci se lie la chromatine de chaque zone des chromosomes impliqués dans le phénomène ultérieur d'enjambement (dit aussi crossing-over). Il y a organisation « en bouquet » des chromosomes. L'ensemble des deux chromosomes homologues s'appelle une tétrade (car 4 chromatides) ou un bivalent (car 2 chromosomes).